# Rösjögöl
Rösjögöl är en sjö i Motala kommun i Östergötland och ingår i Motala ströms huvudavrinningsområde. Sjöns area är 0,019 kvadratkilometer och den befinner sig 113 meter över havet.